# Paraboea connata
Paraboea connata là một loài thực vật có hoa trong họ Tai voi. Loài này được (Craib) C.Y. Wu mô tả khoa học đầu tiên năm 1991.